# Tiësto's Club Life
Tiësto's Club Life es un programa de radio con emisiones semanales y que se transmite en vivo en una de las estaciones de radio más amplia de los Países Bajos. El programa de radio, conducido por el productor Tiësto (Tijs Michiel Verwest), se enfoca en la transmisión de música electrónica, en especial del género Trance. El show llevó inicialmente el nombre de Club Nouveau durante los primeros cinco episodios, después de los cuales fue renombrado a Tiësto's Club Life.
Comenzando su transmisión el 6 de abril de 2007, todos los viernes a partir de las 22.00 (UTC+1, CET) hasta las 24.00, el programa ha venido estructurándose en dos partes. La primera parte del show, con duración de una hora, realiza una compilación de los mejores éxitos actuales dentro del género trance. La segunda parte de una hora igualmente, realiza una presentación de los éxitos que se ubican en los otros géneros de la electrónica, abarcando desde el minimal hasta el house. 
El iTunes Music Store y Zune Marketplace, todos los lunes tienen lanzamientos exclusivos en formato podcast del programa del viernes anterior. Lo anterior con el fin de que seguidores del programa, fuera de los Países Bajos, puedan escuchar las transmisiones de cada semana.

## Secciones especiales
Además de las dos grandes partes en las que se reparte el programa, hay dos secciones que pueden ir en cualquier momento de la transmisión.

### Tiesto's Classic
En esta sección, Tiësto selecciona una pista notable dentro del género del trance para ser puesta al aire.

### 15 Minutes of Fame
Esta sección, por lo general en la segunda parte del programa, le da la oportunidad a algún DJ, que apenas comience a surgir en el ambiente electrónico de darse a conocer otorgándole quince minutos de fama.

## Emisiones Exclusivas
Las emisiones exclusivas son episodios durante los cuales la transmisión principal ha sido alguna presentación del Elements of Life World Tour 2007-2008 de Tiësto o por el contrario algún otro especial. Algunas emisiones exclusivas han sido de transmisión completa para el programa (episodio completo) y algunas otras de transmisión seccionada (solo parte del episodio). 
Presentaciones del EOL World Tour con transmisión en Club Life
| Elements of Life World Tour 2007-2008 | Elements of Life World Tour 2007-2008          | Elements of Life World Tour 2007-2008 | Tiësto's Club Life | Tiësto's Club Life           |
| País                                  | Lugar                                          | Fecha                                 | Episodio           | Periodo de transmisión       |
| ------------------------------------- | ---------------------------------------------- | ------------------------------------- | ------------------ | ---------------------------- |
| Reino Unido                           | Alexandra Palace, Londres.                     | 20 de abril de 2007.                  | Episodio 04        | Primera hora del performance |
| Reino Unido                           | Kings Hall Center, Belfast, Irlanda del Norte. | 30 de marzo de 2007.                  | Episodio 08        | Primera hora del performance |
| Irlanda                               | The Point, Dublín.                             | 16 de junio de 2007.                  | Episodio 13        | Primera hora del performance |
| Ucrania                               | EXPO Center, Kiev.                             | 23 de junio de 2007.                  | Episodio 17        | Primera hora del performance |

Otros especiales con transmisión en Club Life
| Especiales                                         | Tiësto's Club Life | Tiësto's Club Life     |
| Especiales                                         | Episodio           | Periodo de transmisión |
| -------------------------------------------------- | ------------------ | ---------------------- |
| Especial de las compilaciones In Search of Sunrise | Episodio 23        | Episodio completo      |
| Especial de Fin de Año                             | Episodio 39        | Episodio completo      |
| Especial del centésimo episodio                    | Episodio 100       | Episodio completo      |
| Especial Best tracks of 2009                       | Episodio 144       | Episodio completo      |